# Megalomania 999
Megalomania 999 er et dansk groove metal-band, dannet i 2005. I maj 2007 udgav de debutpladen The Thoughtprovoking Theatre gennem det svenske pladeselskab Cutting Edge Records. I 2009 udgav de andet album Rebirth og gik umiddelbart herefter i opløsning.

## Medlemmer
- Flemming Larsen – guitar
- Andi Holm – trommer
- Rune Gangelhof – guitar
- Ricky Christensen – vokal
- Louis Hansson – bass

### Tidligere medlemmer
- Nikolaj Balle – vokal
- Joachim Asmussen – trommer
- Sonny Hansen – bas

## Diskografi

### Studiealbum
- 2009: Rebirth
- 2007: The Thoughtprovoking Theatre

### Demoer
- 2005: Music for the Moshpit